# Pascual Mas i Mas
Pascual Mas i Mas (Crevillent, 1852 - 1930) va ser un industrial del tèxtil i polític conservador valencià, president de la Diputació d'Alacant i del partit Unió Patriotica (1925).

## Biografia
Empresari crevillentí propietari d'una fàbrica de filatures de segona generació anomenada «Mas Candela i Cia.» i també membre del sindicalista Cercle catòlic d'eixa localitat. Fou triat regidor i elegit diputat provincial pel districte d'Elx; un any després del cop d'estat del general Miguel Primo de Rivera Orbaneja va ser designat president de la Diputació des de 1924 fins 1929. Els seus grans projectes van ser dotar a la Diputació d'una seu pròpia on acollir les assemblees dels diputats provincials i la seua administració, que va ser construït en l'avinguda de l'Estació d'Alacant. A més la millora de la Sanitat provincial benèfica mitjançant la construcció d'un modern Hospital Provincial (hoy Museu Arqueològic Provincial d'Alacant) -ambdós edificis obra de l'arquitecte Juan Vidal i Ramos, funcionari de la mateixa-.
El 4 de novembre de 1924 va col·locar la primera pedra de l'Hospital, encara que finalitzat abans fou inaugurat el 1931, un any després del seu cessament. El Palau Provincial d'Alacant (iniciat el 1928) es va rebre el 1932 per Franklin Albricias Goetz, havent mort ja (18/04/1930) el president de la institució provincial que ho va engegar i iniciada la Segona República Espanyola.
El seu cosí R. Mas Magro va ser diputat provincial (1925-) i el seu cosí menor va ser el doctor Francisco Mas Magro.